# Platybelone argalus pterura
Platybelone argalus pterura is een ondersoort van de straalvinnige vissen uit de familie van de gepen (Belonidae). De wetenschappelijke naam van de soort is voor het eerst geldig gepubliceerd in 1916 door Osburn & Nichols.